# Cyclocephala metrica
Cyclocephala metrica är en skalbaggsart som beskrevs av Steinheil 1872. Cyclocephala metrica ingår i släktet Cyclocephala och familjen Dynastidae. Inga underarter finns listade i Catalogue of Life.